# Bliksem
Bliksem (nl. ‚Blitz‘) war eine belgische Thrash-Metal-Band aus Antwerpen, die sich 2017 aufgelöst hat.

## Geschichte
Die Band wurde im Jahre 2007 von den Gitarristen Jeroen de Vries und Toon Huet und dem Bassisten Jan Rammeloo gegründet. Zeitgleich lernte der Schlagzeuger Rob Martin in einer Antwerpener Metal-Bar die Sängerin Peggy Meeussen kennen, die an jenem Abend Lieder von AC/DC, Iron Maiden und Guns N’ Roses sang. Im Jahr 2010 nahm die Band in Antwerpen ihre selbst betitelte EP auf und spielte zahlreiche Konzerte im Vorprogramm von Bands wie Channel Zero, Prong oder Angel Witch. Höhepunkt war der Auftritt beim Metaldays-Festival in Slowenien. Im Sommer 2012 nahm die Band ihr Debütalbum Face the Evil auf, dass vom Enslaved-Keyboarder Herbrand Larsen gemastert wurde. Ende des gleichen Jahres wurden Bliksem vom spanischen Label Alone Records unter Vertrag genommen. 
Face the Evil wurde am 22. Februar 2013 veröffentlicht. Im gleichen Jahr trat die Band beim Graspop Metal Meeting auf. Das zweite Studioalbum der Band Gruesome Masterpiece erschien am 28. August 2015. Bliksem traten im gleichen Jahr erneut beim Graspop Metal Meeting auf. Ein Jahr später folgten Auftritte beim Wacken Open Air und beim Summer Breeze sowie Tourneen im Vorprogramm von Sacred Reich bzw. Metal Church. Am 17. Februar 2017 spielte die Band in Antwerpen ihr letztes Konzert und löste sich danach auf. Bassist Jan Rammeloo wechselte daraufhin zur Band Diablo Blvd.

## Diskografie
- 2010: Bliksem (EP)
- 2013: Face the Evil
- 2015: Gruesome Masterpiece